# Orden de las Artes y las Letras del Perú
La Orden de las Artes y las Letras es una distinción de naturaleza civil que otorga el Gobierno del Perú, a través de su Ministerio de Cultura, a los creadores, artistas, personas y organizaciones, nacionales o extranjeras, que aporten al desarrollo cultural del país.
Esta orden fue creada mediante Resolución Suprema n.º 011-2010-MC, en la cual se señala que el reconocimiento público que supone el otorgamiento de este galardón, constituye una forma adecuada de expresar el agradecimiento de la nación y del gobierno hacia el mérito destacado en el ámbito cultural.
El reglamento que regula el procedimiento para el otorgamiento de esta condecoración, aprobado mediante Resolución Ministerial n.º 076-2010-MC, indica que la Orden está constituida por todas las personas que la han recibido en reconocimiento a sus méritos alcanzados, y que esta se entregará cada dos años o en casos excepcionales cuando la ocasión lo amerite.

## Historia
El reconocimiento -que consiste en una medalla diseñada por el artista Fernando de Szyszlo- ha sido instituida con vocación de permanencia, aunque el motivo inicial de su creación fue la intención de otorgar un especial reconocimiento al escritor peruano Mario Vargas Llosa por la obtención del Premio Nobel de Literatura 2010, considerando que el Estado Peruano ya le había concedido en 2001 el máximo reconocimiento nacional: la Orden El Sol del Perú.
En tal sentido, Vargas Llosa se constituye como la primera persona en recibir este nuevo garlardón, el cual le fue entregado el 15 de diciembre de 2010 de manos del entonces Presidente del Perú, Dr. Alan García Pérez, en ceremonia llevada a cabo en el Palacio de Gobierno de Lima.

## Premiados destacados
| Premiados destacados |                    |           |                 |  |
|                      |                    |           |                 |  |
| Año                  | Nombre             | Ocupación | País            |  |
| 2010                 | Mario Vargas Llosa | Escritor  | Bandera de Perú |  |